# Mr. Gibb
Mr. Gibb, también conocida como The Good Student, es una película dramática de humor negro estadounidense protagonizada por Tim Daly y Hayden Panettiere.

## Argumento
Mr. Ronald Gibb es un profesor de historia de escuela secundaria, cuya vida se desplomó - enviudó, vive en una caravana y se despreocupa de la vida. Aunque se le describe como un profesor creativo pero de voluntad débil, no genera demasiado interés en sus estudiantes por la materia. Ally Palmer, una de sus estudiantes, se volvió una conocida porrista y celebridad local luego de aparecer en un anuncio televisivo para la concesionaria de su padre.
Mr. Gibb tiene un flechazo por Ally (varios estudiantes y el conserje escolar lo han notado). Muchas veces se detiene a mirarla de manera inapropiada. Un día, después de la escuela, escuchó que Ally y su novio Brett tenían una fuerte discusión, que terminó con su ruptura. Como la estudiante ya no tenía forma de regresar a casa, Mr. Gibb se ofrece a llevarla a casa. Mr Gibb y Ally son fotografiados por otro estudiante (que conocía los intereses románticos de Gibb), justo en el  momento en el que el profesor recibe un beso de Ally (para agradecerle haber recibido un inesperado sobresaliente). El consejo escolar considera este comportamiento inaceptable y poco profesional, por lo que es removido de su trabajo. Ally repentinamente desaparece luego de que Gibb la dejara frente a su casa. Las noticias reportan que ocurrió un secuestro. El exprofesor es el sospechoso primario, ya que los oficiales de policía encontraron evidencia de que él estaba junto a Ally momentos antes del rapto. El caso acapara la atención pública, y el padre de la joven se aprovechó de esto para una campaña de ventas. La película continúa con la vida de Gibb enfrentando la humillación pública, y termina con un giro argumental en los últimos minutos. El aparentemente inocente profesor es visto desde otra perspectiva, pero muchas preguntas se mantienen sin respuesta.

## Elenco
- Tim Daly como Ronald Gibb, el profesor de secundaria.
- Hayden Panettiere como Allyson "Ally" Palmer, la estudiante secuestrada.
- William Sadler como Phil Palmer, el padre de la estudiante ("Phil el honesto" en sus publicidades).
- Dan Hedaya como Gabriel "Gabe", el conserje escolar.
- Paula Devicq como Holly Cooper, una vecina que ve a Mr. Gibb como un posible romance.
- John Gallagher, Jr. como Brett Mullen, el novio de Allyson.
- Sarah Steele como Amber Jinx, el estudiante fotógrafo.
- Brian Anthony Wilson como el detective Dick Moon
- Andrew Benator como Kari
- Rita Gardner como Marge Whitman
- Mark Kcomosen como Pete Macauley
- Sadler Colley Bakst como Caroline
- Lisa Lynds como Tiffany "Tiff"
- Maureen Mueller como Evelyn Hirsch

## Producción
La historia está basada en Poughkeepsie, Nueva York, y parte del rodaje fue grabado allí, incluyendo la escuela secundaria de Poughkeepsie y la universidad privada Vassar College. La película fue lanzada en 2006 con la clasificación R, y 1:30 de duración. Se lanzó para la televisión en 2008 con una escena de desnudez eliminada y 1:19 de duración.
La película recibió devoluciones variadas. Para el 2025, sostiene un 4.8/10 en el sitio de reseñas IMDb, y un 40% rating en Rotten Tomatoes.